# Politique en Colombie
La Colombie est une république fonctionnant avec un régime présidentiel régi par la Constitution de 1991. Le pouvoir exécutif est détenu par le président de la république, actuellement Gustavo Petro.

## Historique
Depuis les années 1840, la politique de la Colombie est dominée par le Parti libéral et le Parti conservateur, dont sont issus la plupart des Présidents. À l'exception d'une brève période de régime militaire dirigé par le général Rojas Pinilla entre 1953 et 1958, les institutions ont connu un fonctionnement démocratique pendant la majeure partie de l'histoire du pays, le pouvoir alternant ou se partageant entre les libéraux et les conservateurs.
La différence entre libéraux et conservateurs est autant affaire de tradition familiale que de positions politiques, mais une ligne de clivage claire entre ces deux partis sur certains grands sujets : durant la majeure partie de l'histoire du pays, le Parti libéral est fédéraliste, au contraire du Parti conservateur, plutôt centralisateur. Le Parti conservateur, est traditionnellement plutôt protectionniste et défend la place de l'église catholique dans la société. Le Parti libéral est au contraire de tradition laïque et libre-échangiste. Par la suite, l’émergence puis la domination du modèle capitaliste ont conduit à une unification économique et sociale des classes dirigeantes colombiennes. L’élite étant progressivement devenue un groupe social unique, les différences entre les partis ont perdu de leur pertinence pour les groupes dirigeants, et les possibilités de coalition et de gouvernement partagé sont devenues plus naturelles. Les gouvernements libéraux n’ont ainsi jamais réellement tenté d’orienter la Colombie vers un modèle de type social-démocrate, bien que certains se soient révélés plus réformistes, comme Alfonso López Pumarejo lors de son premier mandat entre 1934 et 1938. Après la Violencia, l’appartenance à l’un des deux partis relevait généralement plus de la tradition familiale que d’arbitrages idéologiques.
Le Parti communiste colombien est fondé en 1930. Depuis les années 1960, on assiste à l'émergence d'autres partis politiques, qui prennent un poids croissant : le MRL d'Alfonso López Michelsen dans les années 1960, l'ANAPO de Gustavo Rojas Pinilla dans les années 1960 et 1970, l'Union Patriotique dans les années 1980 et l'Alliance Démocratique - M19 (voir M-19). Le Parti libéral et le Parti conservateur ont continué à se partager le pouvoir jusqu'à 2002, date de la première élection d'Álvaro Uribe.
Le candidat de gauche, Gustavo Petro, atteint le second tour de l'élection présidentielle en 2018. Il s'agit d'une première pour la gauche colombienne, longtemps rejetée à la marge de la vie politique du pays selon l’argument qu'elle était irrémédiablement liée à la lutte armée. D'après le politologue Yann Basset, « le premier tour a montré qu’on ne vote plus désormais en Colombie en fonction des réseaux clientélistes, mais qu’il existe un vote d’opinion, une citoyenneté civique, et c’est un vrai changement politique ». Présenté par la plupart des médias colombiens comme un « populiste de gauche » qui mènerait son pays à la ruine comme le Venezuela, Petro est largement devancé au second tour par son adversaire conservateur Ivan Duque, élu avec 54 % des voix,.

## Violence et politique en Colombie
L'affrontement politique entre Parti libéral et Parti conservateur a parfois débouché sur de véritables guerres civiles comme la Guerre des Mille Jours de 1899 à 1902, ou la période de La Violencia entre 1948 et 1960. Ce schéma ne s'est pas reproduit depuis les années 1960 et le Front national.
En revanche, la situation actuelle de la Colombie est marquée par un conflit armé qui se prolonge depuis les années 1960. Ce conflit implique deux guérillas marxistes, l'ELN et les FARC, des groupes paramilitaires comme les Aigles noirs, ainsi que la force publique (armée et police).
Les militants de l’Union Patriotique, la principale formation de gauche dans les années 1980, ont fait l'objet d'une campagne d'extermination (4 000 morts) qui a conduit à la disparition du parti.

## Religion et politique
La religion est un thème central de la vie politique du pays. Au XIXe siècle, plusieurs guerres civiles ont été suscitées par des questions religieuses, et de la fin du XIXe siècle à 1930, l’archevêque de Bogotá devait donner son placet au candidat présidentiel du parti conservateur. L’Église maintient une position intransigeante à l’égard des libéraux au moment de leur retour au pouvoir en 1930, et des courants radicaux appellent à la « guerre sainte » contre les libéraux pendant la période connue comme La Violencia (1946-1958),.
Des partis politiques ont été créés dans les rangs des mouvements pentecôtistes, et les « megachurchs » reçoivent régulièrement la visite des candidats aux élections. Certaines décisions politiques restent largement influencées par des intérêts religieux.

## Institutions
La Constitution colombienne de 1886 reste en vigueur jusqu'en 1991, ancrant fermement la Colombie dans un corpus idéologique et des pratiques politiques conservatrices, même pendant les épisodes de gouvernements libéraux. La Constitution de 1991, adoptée après un accord de paix entre l’État et le Mouvement du 19 avril (M-19, une guérilla de gauche), marque en théorie une rupture, définissant la Colombie comme un État social de droit, organisé en une République unitaire, démocratique, participative, pluraliste, décentralisée, aux entités territoriales autonomes. Mais elle n’a eu aucun impact sur la politique économique effectivement menée, et n’a pas renouvelé le personnel politique.

### Pouvoir exécutif

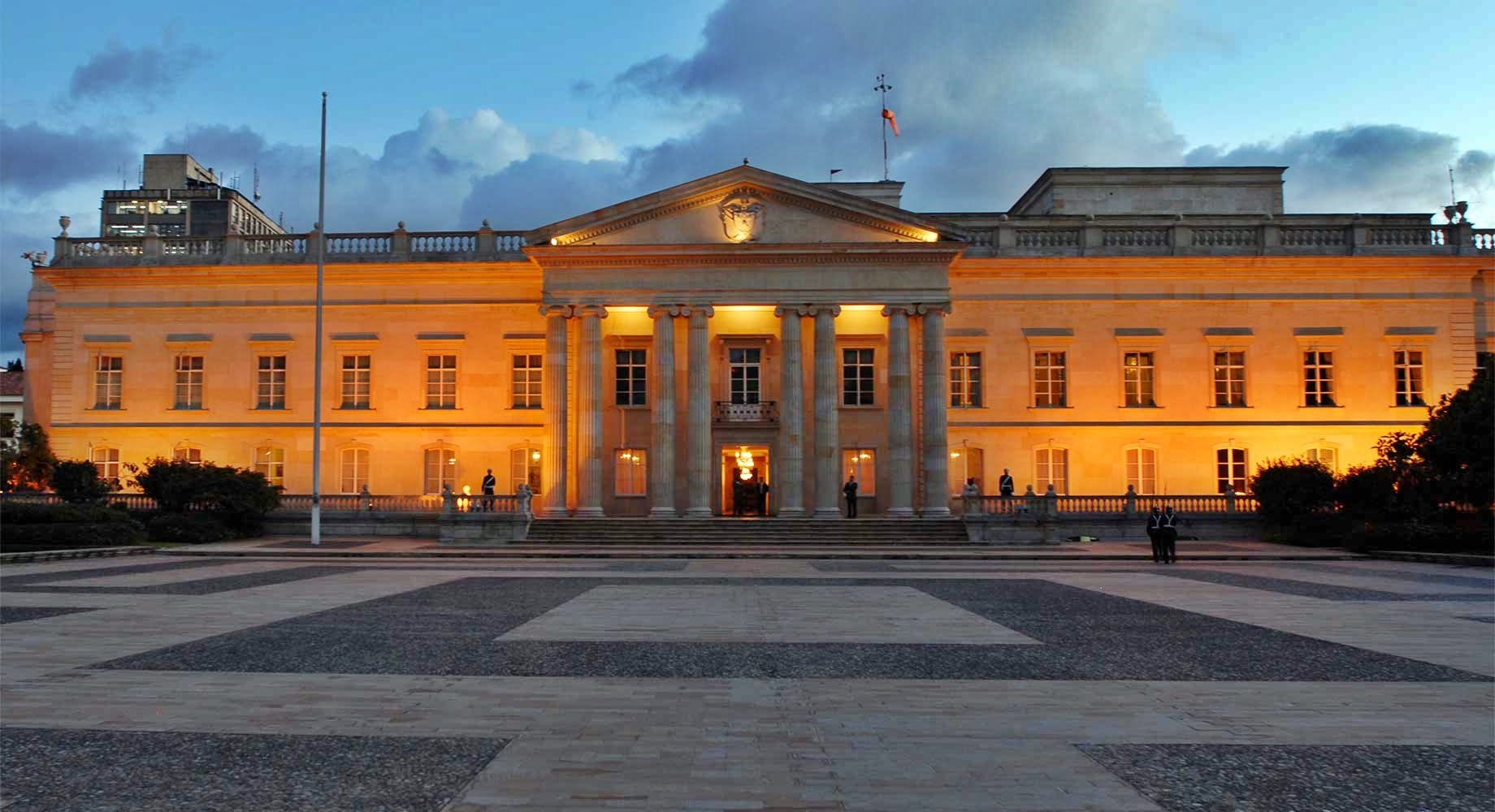
Palais Nariño

Le pouvoir exécutif est détenu par le Président, qui est à la fois le chef de l'État et du gouvernement. Le président et le vice-président sont tous deux élus au suffrage universel à deux tours pour un mandat de quatre ans.

### Pouvoir législatif

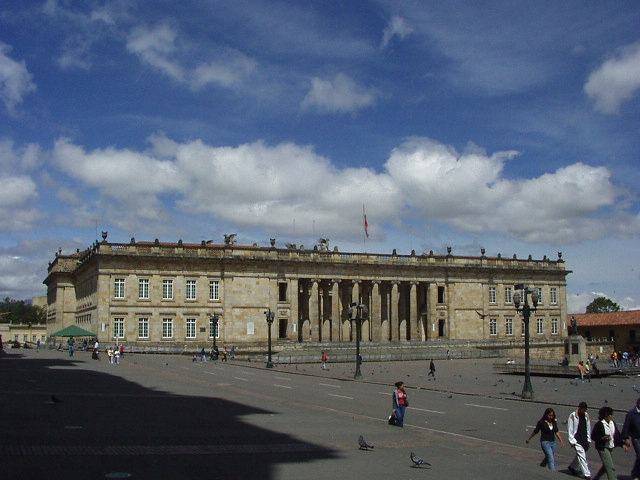
Congrès de la république

Le pouvoir législatif colombien est bicaméral. Le parlement, appelé Congrès, est constitué du Sénat (la chambre haute) et de la Chambre des représentants (la chambre basse). Les membres des deux chambres sont élus pour une période de quatre ans, au suffrage universel.
Entre 1995 et 2014, cent quarante-quatre parlementaires (dont huit présidents du Congrès) ont été impliqués dans scandale de la parapolitique, pour leur collaboration avec les milices paramilitaires d’extrême droite.

### Pouvoir judiciaire

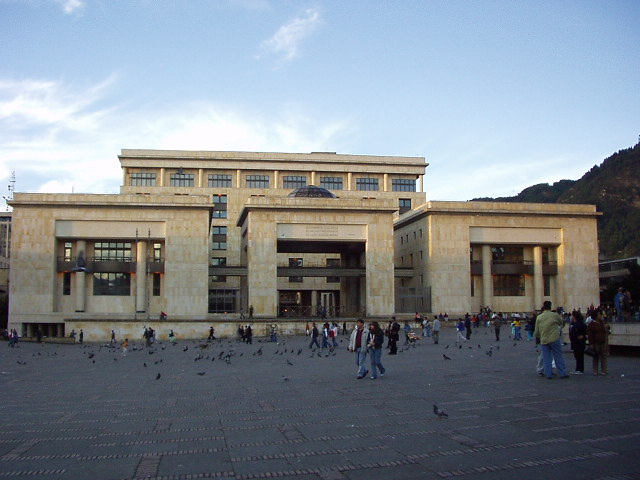
Cour suprême de justice

Le pouvoir judiciaire en Colombie (es) s’inspire du modèle français avec quelques spécificités, notamment l’existence d’un ministère public autonome, le « Fiscal » général, nommé par la Cour suprême de justice à partir de trois candidats proposés par le président de la République. Le pouvoir judiciaire est exercé par la Cour constitutionnelle, la plus haute autorité judiciaire de Colombie, par la Cour suprême de justice et par le Conseil d'État. Le siège de la Cour suprême de justice, de la Cour constitutionnelle et du Conseil d'État est le palais de justice, à Bogota.

## Partis politiques
À partir de sa fondation en 2005, le Parti de la U, qui regroupe les partisans du président Uribe, obtient de bons résultats électoraux, rivalisant avec le Parti libéral et le Parti conservateur. Álvaro Uribe est réélu dès le premier tour de l'élection présidentielle de 2006, mais la Constitution lui interdit de briguer un troisième mandat en 2010.
Au premier tour de l'élection présidentielle de 2010, Juan Manuel Santos, candidat du Parti de la U (46,57 %) arrive largement en tête, suivi par Antanas Mockus, candidat du Parti vert (21,47 %). Les candidats de Changement radical (Germán Vargas Lleras, 10,14 %) et du Pôle démocratique alternatif (Gustavo Petro, 9,16 %) tirent également leur épingle du jeu, tandis que les candidats du Parti conservateur et du Parti libéral sont relégués en cinquième et sixième position, avec 6,14 % et 4,37 % respectivement. Pour certains analystes, cette élection donne le coup de grâce au système bipartite de la Colombie, l'un des plus anciens du monde avec une histoire d'un siècle et demi.
À l'issue des élections législatives de 2010, les formations suivantes disposent d'une représentation au Parlement (Tableau 1). Si le "Parti de la U" obtient la représentation la plus importante, le Parti libéral et le Parti conservateur disposent encore d'importants groupes dans les deux assemblées, traduisant leur forte implantation locale :
|                                             | Sénateurs | Représentants |
| ------------------------------------------- | --------- | ------------- |
| Parti social d'unité nationale              | 27        | 47            |
| Parti conservateur                          | 23 ou 24  | 38            |
| Parti libéral                               | 18        | 35            |
| Parti d'intégration nationale (PIN)         | 8         | 12            |
| Changement radical                          | 8         | 14            |
| Pôle démocratique alternatif                | 8         | 4             |
| Parti vert                                  | 4 ou 5    | 2             |
| Mouvement de rénovation indépendante (Mira) | 2         | 1             |
| Engagement citoyen pour la Colombie         | 0 ou 1    | 0             |